# Podůlšany
Podůlšany település Csehországban, a Pardubicei járásban. Podůlšany Praskačka, Čeperka, Staré Ždánice és Libišany településekkel határos. Lakosainak száma 157 fő (2024. január 1.).

## Népesség
A település lakosságának változását az alábbi diagram mutatja:
| Lakosok száma | 288  | 292  | 249  | 227  | 165  | 158  | 165  | 169  | 159  | 157  |
|               | 1869 | 1900 | 1921 | 1961 | 1980 | 2011 | 2016 | 2019 | 2021 | 2024 |